# Калоед-бык
Калоед-бык, или калоед двурогий (лат. Onthophagus taurus) — вид жуков-навозников рода калоеды (Onthophagus) семейства пластинчатоусые (Scarabaeidae).

## Описание
У самцов на головах пара длинных выростов, от которых жук получил своё название. Самцы обычно подстерегают самок у выхода из тоннеля, прорытого самкой в земле для откладывания яиц с будущим потомством. Самцы борются за самок, упираясь ногами о стенки тоннеля, а роговидными выростами толкая соперника. Сытые и здоровые жуки способны держать вес, превышающий собственный в 1141 раз.
Некоторые самцы не обладают рогами и потому не вступают в схватку, но обладают более крупными половыми железами и караулят самку в соседнем туннеле.
Сходное явление диморфизма самцов обнаружено у некоторых других видов жуков (Ageopsis nigicollis, Podischnus agenor).